# Sébastien Loeb
Sébastien Loeb (Haguenau, Alsácia, 26 de fevereiro de 1974) é um piloto francês de rali, vencedor do Campeonato Mundial de Rali de 2004, 2005, 2006, 2007, 2008, 2009, 2010, 2011 e 2012 
 sempre pela Citroën e com o navegador Daniel Elena. Loeb detém o recorde de ter vencido onze ralis mundiais em 2008 e é o piloto que possui o maior número de vitórias (com 60) na história do WRC. Ele é também bicampeão da Corrida dos Campeões, depois de levar para casa o Henri Toivonen Memorial Trophy e o título de "Campeão dos Campeões" em 2003 e 2005. Em 2004, ele venceu a Copa das Nações para a França com Jean Alesi.
Ficou famosa a vitória de Loeb no campeonato de 2006, em que, por ter fracturado o úmero direito num acidente de BTT perto de sua casa na Suíça, não pôde participar nas últimas provas do campeonato, mas a grande vantagem pontual que detinha face ao segundo classificado, Marcus Grönholm, permitiu-lhe vencê-lo. Ele recebeu a notícia em casa via um vídeo da Internet. Devido à diferença de fuso horário, ele comemorou com um café da manhã ao invés do tradicional champagne, achando toda essa experiência "muito estranha".

## Carreira

### Estréia
Loeb nasceu em Haguenau. Ele cresceu em Oberhoffen-sur-Moder querendo se tornar um ginasta/acrobata, mas ao invés disso, mudou seu interesse quando adulto para piloto de corridas de carros de rally. Em 1998, ele começou entrando em eventos da série de Troféus Citroën Saxo francesa, ganhando o título em 1999. Guy Fréquelin, da Equipe Principal de Esportes da Citroën, serviria como mentor de Loeb para que entrasse no Campeonato Mundial de Rali Júnior, que ele conquistou em 2001. Durante esse tempo, ele foi também liberado para participar em vários eventos do Campeonato Mundial de Rali em um Citroën Xsara WRC, onde em Sanremo ele surpreendentemente perseguiu o Peugeot do vencedor e experiente Gilles Panizzi até o final da corrida.
Em 2002 seria a primeira participação em uma temporada completa de Loeb com a Citroën. Ele venceu o Rali da Alemanha, o primeiro evento de sua carreira, embora em estrada ele também venceu a corrida de abertura da temporada no Rali de Monte Carlo. Sua vitória foi retirada por uma penalidade de tempo controversa depois da última etapa e que deu vitória para o segundo colocado Tommi Mäkinen. Em 2003, Loeb venceu três eventos da WRC antes de perder para Petter Solberg no Rali da Grã-Bretanha no País de Gales e também perder o campeonato para Solberg por apenas um ponto.

### Campeão mundial (2004)
Em 2004, Loeb dominou a cena do WRC de maneira semelhante a que Michael Schumacher dominou a Fórmula 1 de 2000 a 2004, ao vencer seis eventos e conquistar muitos pódios em outros eventos que certamente lhe deram o título de pilotos. Ele foi também o responsável pelo segundo título de construtores para a Citroën.
Originalmente conhecido como um especialista no concreto asfáltico, 2004 foi o ano em que ele mostrou ao mundo suas outras qualidades. Ele venceu o Rali da Suécia de Uddeholm, tornando-se o primeiro não-escandinavo a vencer o evento. Ele venceu muitos outros ralis como o Rally Telstra da Austrália e o Rallye Automobile Monte Carlo. As seis vitórias de Loeb no WRC fizeram com que ele igualasse o recorde de vitórias em uma temporada do companheiro francês Didier Auriol, que venceu seis eventos em 1990.

### Uma temporada de recordes (2005)
Em 2005, com a vitória na nona etapa (Rali da Argentina), Loeb se tornou o primeiro a vencer seis ralis consecutivos e o primeiro a vencer sete em uma temporada, tendo já vencido a etapa de abertura do Rallye Automobile Monte Carlo. Ele conquistaria o título da temporada quando liderava o rally britânico no País de Gales, mas após ser anunciado o cancelamento das duas últimas etapas do rali devido à morte de Michael Park em um acidente na etapa 15, Loeb deliberadamente incorreu em uma punição de dois minutos, o que o deixou com o terceiro lugar e impediu que ele levasse o título.
Ele venceu todas as doze etapas do Rallye de France em 2005, um outro recorde, pois foi a primeira vez que um piloto venceu todas as etapas de um rali da WRC. Esta foi a sua nona vitória no ano e com a vitória do Rali da Catalunha na Espanha fez seu número de 10 vitórias em 2005, bater o seu (e de Didier Auriol) próprio recorde de seis vitórias em uma só temporada.
Em 2005, ele também participou das 24 Horas de Le Mans na equipe de Pescarolo n° 17. Segundo notícias, Loeb se preparou para a corrida treinando no circuito de vídeo game da Sony PlayStation 2 Gran Turismo 4 a bordo de um jato particular. Na corrida seu carro teve vários problemas, mas Loeb provou poder dirigir rapidamente na sua primeira corrida em circuito fechado.
Finalmente, ele também ganhou o título individual de Campeão dos Campeões em 2005 na Corrida dos Campeões.

### Le Patron(2006)

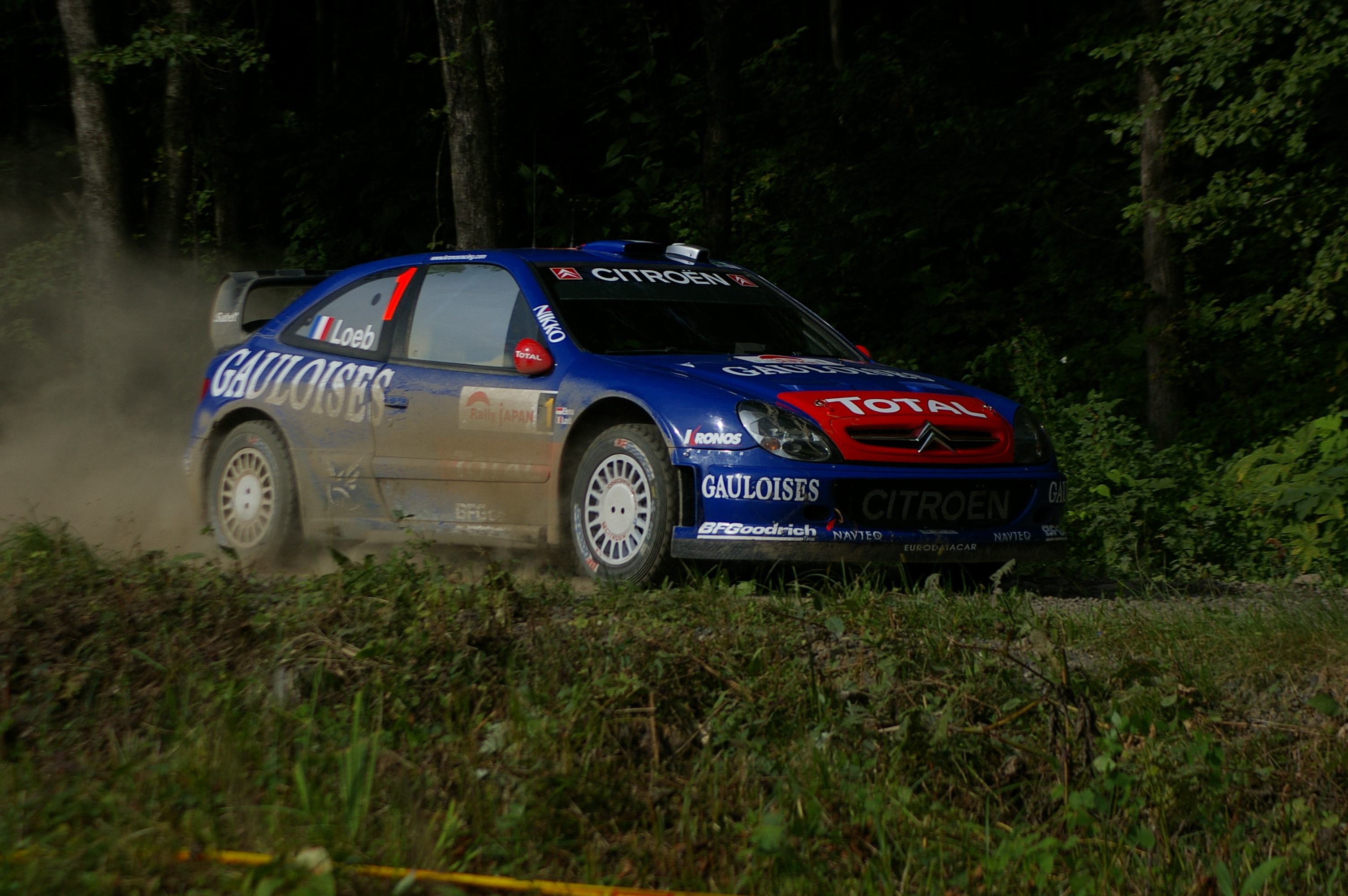
Citroën Xsara de Loeb no Rali do Japão de 2006.

A matriz da Citroën, a PSA Peugeot Citroën, retirou as duas companhias do WRC no fim de 2005, mas a Citroën tem planos de voltar em 2007 com o Citroën C4 WRC, um projeto ao qual Loeb estará intimamente ligado. Ele planeja se juntar à equipe da fábrica sediada em Versalhes em 2007.
Enquanto isso, ele se 'aventurou' na Kronos Citroën. Apesar de dirigir um carro no término de seu potencial, ele mostrou ainda que era Le Patron (o Chefe), dominando a temporada e ganhando o terceiro título com o Xsara.
A primeira vitória daquela temporada surgiu no Rally Corona no México e o colocou na liderança, que nunca mais seria perdida, do campeonato. Conseguiu uma série de cinco vitórias consecutivas que o deixaram próximo do recorde de vitórias individuais de ralis, que pertencia a Carlos Sainz com o número de 26 vitórias, e que ele finalmente ele igualou em agosto com a sexta vitória do ano na Alemanha. Com sua outra vitória no Japão, o recorde mundial de 27 vitórias passou a ser dele. Sua vitória no Chipre colocou-o bem próximo de obter seu terceiro e consecutivo título do Campeonato Mundial de Rali, o que acabou se concretizando devido na etapa da Austrália, o segundo colocado na competição, Marcus Grönholm, não ter conseguido fazer muitos pontos.
Loeb terminou em segundo lugar na classificação geral das 24 Horas de Le Mans de 2006, em um Pescarolo-Judd.

### 2007
Em 2007, Sébastien Loeb é novamente o piloto oficial da Citroën, com o novo Citroën C4 WRC. Ele venceu o Rali de Monte Carlo, a primeira corrida do novo C4. Com o terceiro lugar obtido no Rali da Grã-Bretanha, no País de Gales, Loeb garantiu seu quarto título mundial consecutivo. Loeb chegou a testar um carro de Formula 1.

### 2008
Com onze vitórias em 2008, conduzindo ainda o Citroën C4 WRC, Sébastien Loeb e seu co-piloto Daniel Elena sagram-se campeões mundiais pela quinta vez consecutiva, um recorde na disciplina.

### 2009
Com sete vitórias, foi campeão em 2009.

### 2010

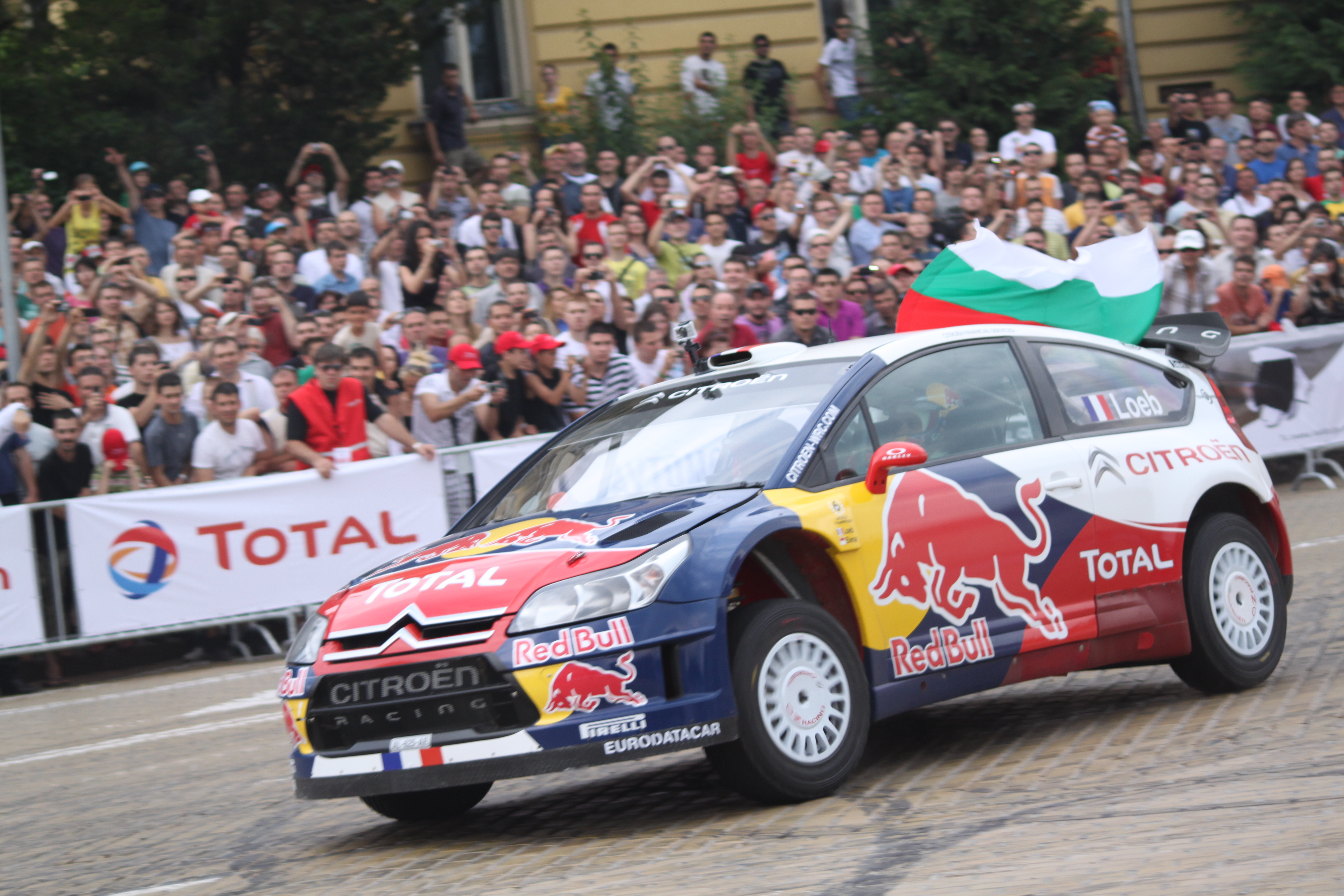
Loeb com o Citroën C4 WRC em 2010.

Com 10 vitórias, foi campeão em 2010.

### 2013

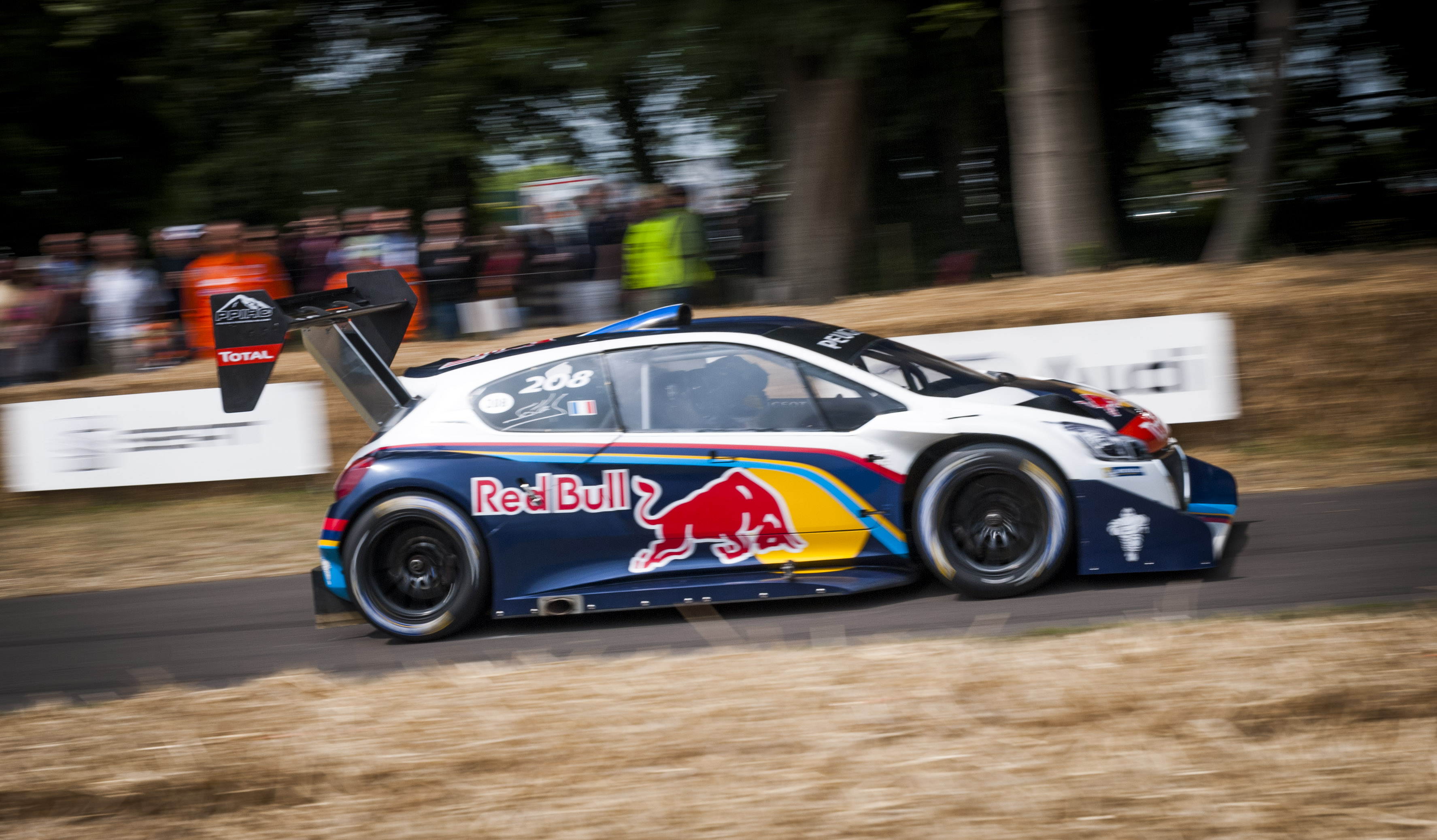
Loeb na Subida Internacional de Pikes Peak de 2013.

Em 2013 correu pela FIA GT Series em sua própria equipe pilotando um McLaren MP4-12C junto com o piloto português Álvaro Parente, a dupla ganhou uma corrida na temporada, também participou de duas corridas da Porsche Supercup e foi campeão da categoria de carros na Subida Internacional de Pikes Peak.

### 2014

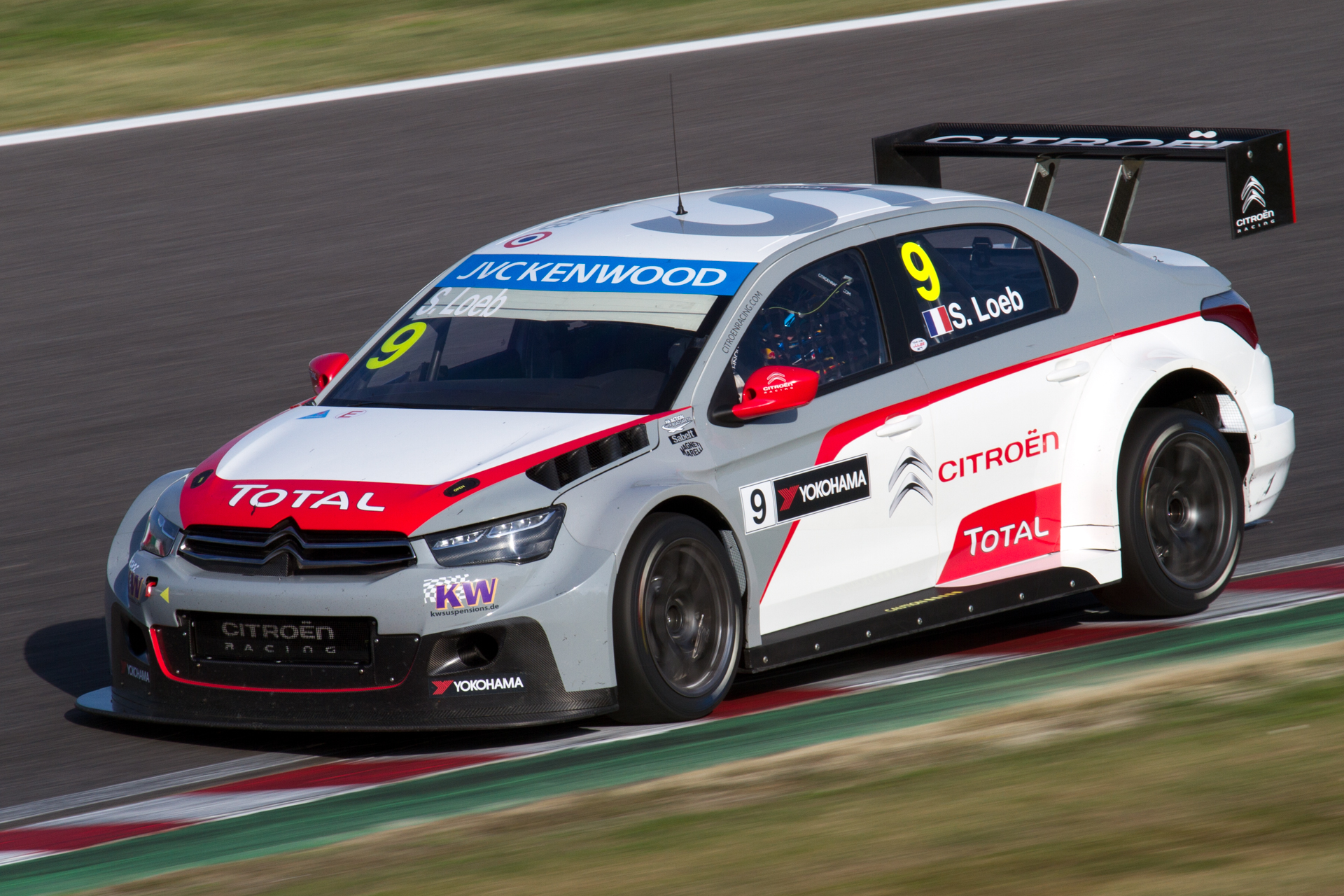
Loeb pelo Campeonato Mundial de Carros de Turismo em 2014.

Em 2014 Loeb correu pela Citroën no Campeonato Mundial de Carros de Turismo, ganhando duas corridas e ficando na terceira colocação na temporada

## Vitórias no Campeonato Mundial de Rali
| Vitórias no Campeonato Mundial de Rali (79) | Vitórias no Campeonato Mundial de Rali (79) | Vitórias no Campeonato Mundial de Rali (79) | Vitórias no Campeonato Mundial de Rali (79) | Vitórias no Campeonato Mundial de Rali (79) |
| #                                           | Evento                                      | Temporada                                   | Co-piloto                                   | Carro                                       |
| ------------------------------------------- | ------------------------------------------- | ------------------------------------------- | ------------------------------------------- | ------------------------------------------- |
| 1                                           | 21. ADAC Rallye Deutschland                 | 2002                                        | Daniel Elena                                | Citroën Xsara WRC                           |
| 2                                           | 71ème Rallye Automobile de Monte-Carlo      | 2003                                        | Daniel Elena                                | Citroën Xsara WRC                           |
| 3                                           | 22. ADAC Rallye Deutschland                 | 2003                                        | Daniel Elena                                | Citroën Xsara WRC                           |
| 4                                           | 45º Rallye Sanremo - Rallye d'Italia        | 2003                                        | Daniel Elena                                | Citroën Xsara WRC                           |
| 5                                           | 72ème Rallye Automobile de Monte-Carlo      | 2004                                        | Daniel Elena                                | Citroën Xsara WRC                           |
| 6                                           | 53rd Uddeholm Swedish Rally                 | 2004                                        | Daniel Elena                                | Citroën Xsara WRC                           |
| 7                                           | 32nd Cyprus Rally                           | 2004                                        | Daniel Elena                                | Citroën Xsara WRC                           |
| 8                                           | 5th Rally of Turkey                         | 2004                                        | Daniel Elena                                | Citroën Xsara WRC                           |
| 9                                           | 23. OMV ADAC Rallye Deutschland             | 2004                                        | Daniel Elena                                | Citroën Xsara WRC                           |
| 10                                          | 17th Telstra Rally Australia                | 2004                                        | Daniel Elena                                | Citroën Xsara WRC                           |
| 11                                          | 73ème Rallye Automobile Monte-Carlo         | 2005                                        | Daniel Elena                                | Citroën Xsara WRC                           |
| 12                                          | 35th Propecia Rally New Zealand             | 2005                                        | Daniel Elena                                | Citroën Xsara WRC                           |
| 13                                          | 2º Supermag Rally Italia Sardinia           | 2005                                        | Daniel Elena                                | Citroën Xsara WRC                           |
| 14                                          | 33rd Cyprus Rally                           | 2005                                        | Daniel Elena                                | Citroën Xsara WRC                           |
| 15                                          | 6th Rally of Turkey                         | 2005                                        | Daniel Elena                                | Citroën Xsara WRC                           |
| 16                                          | 52nd Acropolis Rally                        | 2005                                        | Daniel Elena                                | Citroën Xsara WRC                           |
| 17                                          | 25º Rally Argentina                         | 2005                                        | Daniel Elena                                | Citroën Xsara WRC                           |
| 18                                          | 24. OMV ADAC Rallye Deutschland             | 2005                                        | Daniel Elena                                | Citroën Xsara WRC                           |
| 19                                          | 49ème Tour de Corse - Rallye de France      | 2005                                        | Daniel Elena                                | Citroën Xsara WRC                           |
| 20                                          | 41º Rally RACC Catalunya - Costa Dourada    | 2005                                        | Daniel Elena                                | Citroën Xsara WRC                           |
| 21                                          | 20º Corona Rally México                     | 2006                                        | Daniel Elena                                | Citroën Xsara WRC                           |
| 22                                          | 42º Rally RACC Catalunya - Costa Dourada    | 2006                                        | Daniel Elena                                | Citroën Xsara WRC                           |
| 23                                          | 50ème Tour de Corse - Rallye de France      | 2006                                        | Daniel Elena                                | Citroën Xsara WRC                           |
| 24                                          | 26º Rally Argentina                         | 2006                                        | Daniel Elena                                | Citroën Xsara WRC                           |
| 25                                          | 3º Supermag Rally Italia Sardinia           | 2006                                        | Daniel Elena                                | Citroën Xsara WRC                           |
| 26                                          | 25. OMV ADAC Rallye Deutschland             | 2006                                        | Daniel Elena                                | Citroën Xsara WRC                           |
| 27                                          | 3rd Rally Japan                             | 2006                                        | Daniel Elena                                | Citroën Xsara WRC                           |
| 28                                          | 34th Cyprus Rally                           | 2006                                        | Daniel Elena                                | Citroën Xsara WRC                           |
| 29                                          | 75ème Rallye Automobile de Monte-Carlo      | 2007                                        | Daniel Elena                                | Citroën C4 WRC                              |
| 30                                          | 21º Corona Rally México                     | 2007                                        | Daniel Elena                                | Citroën C4 WRC                              |
| 31                                          | 41º Vodafone Rally de Portugal              | 2007                                        | Daniel Elena                                | Citroën C4 WRC                              |
| 32                                          | 27º Rally Argentina                         | 2007                                        | Daniel Elena                                | Citroën C4 WRC                              |
| 33                                          | 26. ADAC Rallye Deutschland                 | 2007                                        | Daniel Elena                                | Citroën C4 WRC                              |
| 34                                          | 43º Rally RACC Catalunya - Costa Dourada    | 2007                                        | Daniel Elena                                | Citroën C4 WRC                              |
| 35                                          | 51ème Tour de Corse - Rallye de France      | 2007                                        | Daniel Elena                                | Citroën C4 WRC                              |
| 36                                          | 1st Rally Ireland                           | 2007                                        | Daniel Elena                                | Citroën C4 WRC                              |
| 37                                          | 76ème Rallye Automobile de Monte-Carlo      | 2008                                        | Daniel Elena                                | Citroën C4 WRC                              |
| 38                                          | 22º Corona Rally México                     | 2008                                        | Daniel Elena                                | Citroën C4 WRC                              |
| 39                                          | 28º Rally Argentina                         | 2008                                        | Daniel Elena                                | Citroën C4 WRC                              |
| 40                                          | 5º Rallye d'Italia Sardegna                 | 2008                                        | Daniel Elena                                | Citroën C4 WRC                              |
| 41                                          | 55th BP Ultimate Acropolis Rally            | 2008                                        | Daniel Elena                                | Citroën C4 WRC                              |
| 42                                          | Neste Oil Rally Finland 2008                | 2008                                        | Daniel Elena                                | Citroën C4 WRC                              |
| 43                                          | 27. ADAC Rallye Deutschland                 | 2008                                        | Daniel Elena                                | Citroën C4 WRC                              |
| 44                                          | 38th Repco Rally New Zealand                | 2008                                        | Daniel Elena                                | Citroën C4 WRC                              |
| 45                                          | 44º Rally RACC Catalunya                    | 2008                                        | Daniel Elena                                | Citroën C4 WRC                              |
| 46                                          | 52ème Tour de Corse - Rallye de France      | 2008                                        | Daniel Elena                                | Citroën C4 WRC                              |
| 47                                          | 64th Wales Rally of Great Britain           | 2008                                        | Daniel Elena                                | Citroën C4 WRC                              |
| 48                                          | 2nd Rally Ireland                           | 2009                                        | Daniel Elena                                | Citroën C4 WRC                              |
| 49                                          | 3rd Rally Norway                            | 2009                                        | Daniel Elena                                | Citroën C4 WRC                              |
| 50                                          | 37th Cyprus Rally                           | 2009                                        | Daniel Elena                                | Citroën C4 WRC                              |
| 51                                          | 43º Vodafone Rally de Portugal              | 2009                                        | Daniel Elena                                | Citroën C4 WRC                              |
| 52                                          | 28º Rally Argentina                         | 2009                                        | Daniel Elena                                | Citroën C4 WRC                              |
| 53                                          | 44º Rally RACC Catalunya - Costa Daurada    | 2009                                        | Daniel Elena                                | Citroën C4 WRC                              |
| 54                                          | 65th Wales Rally of Great Britain           | 2009                                        | Daniel Elena                                | Citroën C4 WRC                              |
| 55                                          | 24º Corona Rally México                     | 2010                                        | Daniel Elena                                | Citroën C4 WRC                              |
| 56                                          | 1st Jordan Rally                            | 2010                                        | Daniel Elena                                | Citroën C4 WRC                              |
| 57                                          | 10th Rally of Turkey                        | 2010                                        | Daniel Elena                                | Citroën C4 WRC                              |
| 58                                          | 1st Bulgarian Rally                         | 2010                                        | Daniel Elena                                | Citroën C4 WRC                              |
| 59                                          | 29. ADAC Rallye Deutschland                 | 2010                                        | Daniel Elena                                | Citroën C4 WRC                              |
| 60                                          | 1ème Tour de Alsácia - Rallye de France     | 2010                                        | Daniel Elena                                | Citroën C4 WRC                              |
| 61                                          | 45º Rally RACC Catalunya - Costa Daurada    | 2010                                        | Daniel Elena                                | Citroën C4 WRC                              |
| 62                                          | 66th Wales Rally GB                         | 2010                                        | Daniel Elena                                | Citroën C4 WRC                              |
| 63                                          | 25º Rally GuanajuatoMéxico                  | 2011                                        | Daniel Elena                                | Citroën DS3 WRC                             |
| 64                                          | 8º Rally Italia Sardegna                    | 2011                                        | Daniel Elena                                | Citroën DS3 WRC                             |
| 65                                          | 31º Rally Argentina                         | 2011                                        | Daniel Elena                                | Citroën DS3 WRC                             |
| 66                                          | 61st Neste Oil Rally Finland                | 2011                                        | Daniel Elena                                | Citroën DS3 WRC                             |
| 67                                          | 46º Rally RACC Catalunya - Costa Daurada    | 2011                                        | Daniel Elena                                | Citroën DS3 WRC                             |
| 68                                          | 80ème Rallye Automobile de Monte-Carlo      | 2012                                        | Daniel Elena                                | Citroën DS3 WRC                             |
| 69                                          | 26º Rally GuanajuatoMéxico                  | 2012                                        | Daniel Elena                                | Citroën DS3 WRC                             |
| 70                                          | 32º Philips Rally Argentina                 | 2012                                        | Daniel Elena                                | Citroën DS3 WRC                             |
| 71                                          | 58th Acropolis Rally                        | 2012                                        | Daniel Elena                                | Citroën DS3 WRC                             |
| 72                                          | 42th Brother Rally New Zealand              | 2012                                        | Daniel Elena                                | Citroën DS3 WRC                             |
| 73                                          | 62nd Neste Oil Rally Finland                | 2012                                        | Daniel Elena                                | Citroën DS3 WRC                             |
| 74                                          | 30. ADAC Rallye Deutschland                 | 2012                                        | Daniel Elena                                | Citroën DS3 WRC                             |
| 75                                          | 1ème Tour de Alsácia - Rallye de France     | 2010                                        | Daniel Elena                                | Citroën DS3 WRC                             |
| 76                                          | 46º Rally RACC Catalunya - Costa Daurada    | 2012                                        | Daniel Elena                                | Citroën DS3 WRC                             |
| 77                                          | 81ème Rallye Automobile de Monte-Carlo      | 2013                                        | Daniel Elena                                | Citroën DS3 WRC                             |
| 78                                          | 33º Philips LED Rally Argentina             | 2013                                        | Daniel Elena                                | Citroën DS3 WRC                             |
| 79                                          | 54º Rally RACC Catalunya - Costa Daurada    | 2018                                        | Daniel Elena                                | Citroën C3 WRC                              |